# 让·勒朗·达朗贝尔
让-巴蒂斯特·勒朗·达朗贝尔（法語：Jean-Baptiste le Rond d'Alembert，1717年11月16日—1783年10月29日），又譯达朗伯、達冷柏，法国物理学家、数学家和天文学家。他一生在很多领域进行研究，在数学、力学、天文学、哲学、音乐和社会活动方面都有很多建树。著有8卷巨著《数学手册》、力学专著《动力学》、23卷的《文集》、《百科全书，或科学、艺术和工艺详解词典》的序言。很多的研究成果记载于《宇宙体系的几个要点研究》中。

## 身世
达朗贝尔的身世多舛，出生后即被遗弃在巴黎的一座教堂圣让勒朗（Saint Jean-le-Rond）附近，所以以教堂的名字命名。后被一位玻璃匠收养长大。

## 參閱
- 達朗貝爾原理
- 达朗贝尔算符
- 达朗贝尔判别法